# (479924) 2014 HJ110
(479924) 2014 HJ110 es un asteroide perteneciente al cinturón de asteroides tipo Hilda descubierto el 29 de julio de 2007 por el equipo del Spacewatch desde el Observatorio Nacional de Kitt Peak, Arizona (Estados Unidos).

## Designación y nombre
Designado provisionalmente como 2014 HJ110.

## Características orbitales
2014 HJ110 está situado a una distancia media de 3,967 ua, pudiendo alejarse un máximo de 4,385 ua y acercarse 3,548 ua. Tiene una excentricidad de 0,105 y la inclinación orbital 9,448 grados. Emplea 2886,13 días en completar una órbita alrededor del Sol.

## Características físicas
La magnitud absoluta de 2014 HJ110 es 15,5.